# Jouett Shouse

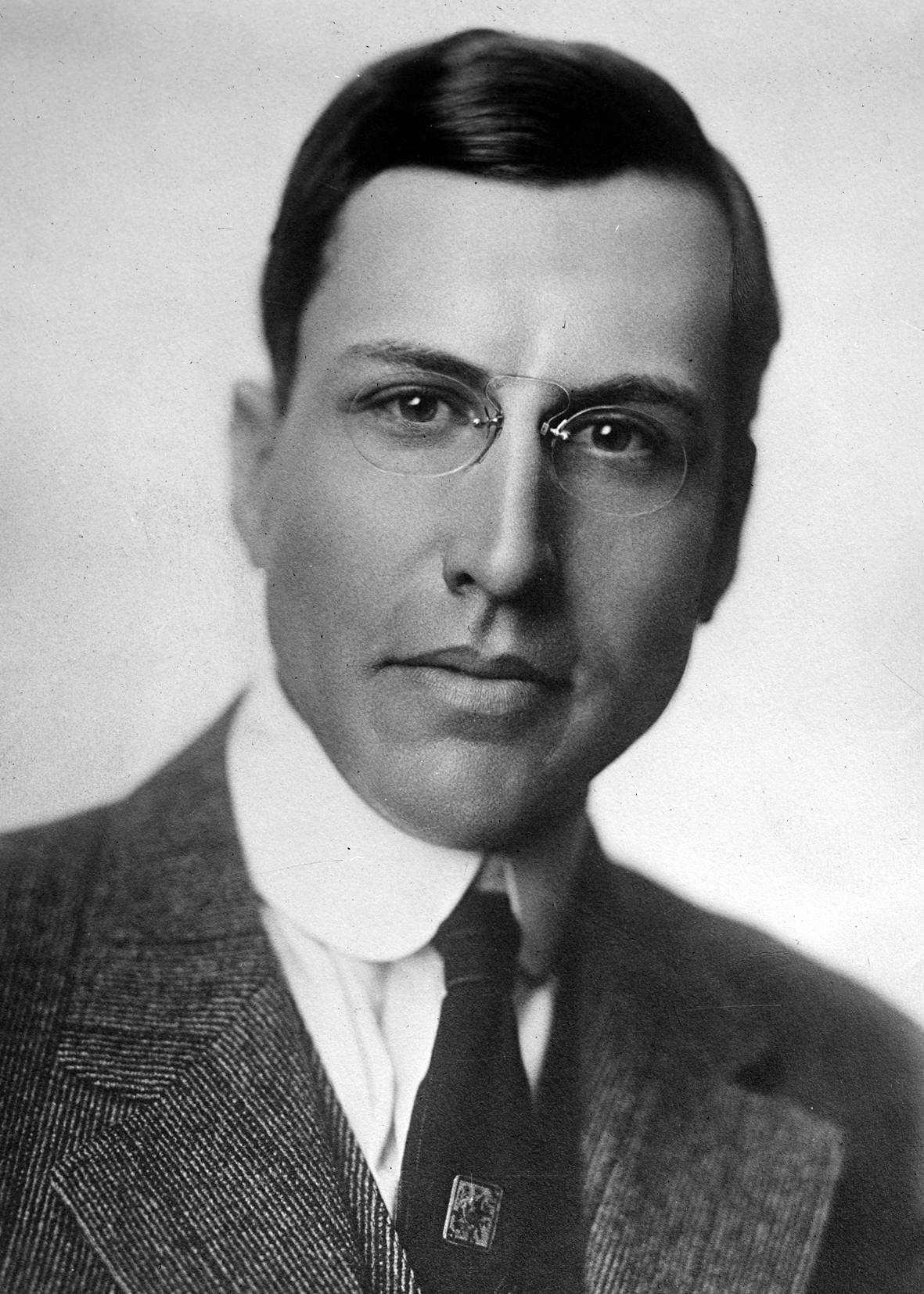
Jouett Shouse

Jouett Shouse (* 10. Dezember 1879 in Midway, Woodford County, Kentucky; † 2. Juni 1968 in Washington, D.C.) war ein US-amerikanischer Politiker. Zwischen 1915 und 1919 vertrat er den siebten Wahlbezirk des Bundesstaates Kansas im US-Repräsentantenhaus.

## Werdegang
Im Jahr 1892 kam Jouett Shouse mit seinen Eltern nach Mexico im Staat Missouri. Dort besuchte er die öffentlichen Schulen. Später studierte er an der University of Missouri in Columbia. 1898 zog er nach Lexington in Kentucky, wo er bis 1911 im Zeitungsgeschäft arbeitete. Im Jahr 1911 zog er nach Kinsley, wo er in der Landwirtschaft und Viehzucht tätig wurde. Außerdem wurde er Präsident einer Eisenbahngesellschaft und Direktor der Kinsley Bank.
Politisch war Shouse Mitglied der Demokratischen Partei. Zwischen 1913 und 1915 gehörte er dem Senat von Kansas an. 1914 wurde er im siebten Distrikt seines Staates in das US-Repräsentantenhaus in Washington gewählt, wo er am 4. März 1915 die Nachfolge von George A. Neeley antrat. Nach einer Wiederwahl im Jahr 1916 konnte er bis zum 3. März 1919 zwei Legislaturperioden im Kongress absolvieren, wobei die letzte von den Ereignissen des Ersten Weltkrieges geprägt war.
Bei den Wahlen des Jahres 1920 unterlag Shouse dem Republikaner Jasper N. Tincher. Zwischen dem 5. März 1919 und dem 15. November 1920 war er Staatssekretär im US-Finanzministerium (Assistant Secretary of the Treasury) unter den Ministern Carter Glass und David F. Houston. In den Jahren 1920, 1924 und 1932 nahm er als Delegierter an den jeweiligen Democratic National Conventions teil. Zwischen 1929 und 1932 war er Vorsitzender des Exekutivausschusses seiner Partei. 1932 war er gegen die Nominierung von Franklin D. Roosevelt zum Präsidentschaftskandidaten, konnte sich damit aber auf dem Konvent nicht durchsetzen. Shouse war auch an der Aufhebung des Prohibitionsgesetzes im Jahr 1933 beteiligt. In den folgenden Jahren arbeitete er als Rechtsanwalt in Kansas City (Missouri) und in der Bundeshauptstadt Washington. Im Jahr 1953 wurde er Vorstandsvorsitzender der Firma Anton Smit and Co. in New York City.
Shouse züchtete auch Rennpferde und Hunde und war ein Anhänger der in Kentucky sehr beliebten Pferderennen. Im Jahr 1965 zog er sich in den Ruhestand zurück. Er starb am 2. Juni 1968 in Washington und wurde in Lexington beigesetzt. Er war zweimal verheiratet.